# Alexandre (fill d'Herodes)
Alexandre va ser un dels fills d'Herodes el Gran i de Mariamne I.
Juntament amb el seu germà Aristòbul va ser educat a Roma i en tornar a Judea el seu germà Antípater va instigar les sospites del pare contra els dos fills. Unes indiscrecions d'Aristòbul i Alexandre a l'enterrament de la seva mare els van fer encara més sospitosos i Herodes els va denunciar a August (a Aquileia l'any 11 aC) però l'emperador els va poder reconciliar.
L'any 8 aC els dos germans van ser acusats altre cop de complot i aquesta vegada la reconciliació la va aconseguir el rei Arquelau de Capadòcia, sogre d'Alexandre, que s'havia casat amb la seva filla.
Finalment, l'any 6 aC una tercera acusació, ordida per Euricles, un aventurer lacedemoni, va triomfar. August va donar permís a Herodes per prendre mesures i el rei els va portar a Beirut on van ser jutjats i condemnats, i portats a la forca a Samaria.
Alexandre va tenir tres fills, dels que es coneix el nom de dos: Alexandre i Tigranes, que va ser rei d'Armènia amb el nom de Tigranes V.